# Jaume Baltasar i Matas
Jaume Baltasar i Matas (Olesa de Montserrat, Baix Llobregat, 25 de desembre de 1850 – Barcelona, Barcelonès, 19 de gener de 1922) fou un metge cirurgià i activista catalanista, vinculat a la vida social i cultural de la vila d’Esparreguera durant el tombant dels segles XIX i XX.

## Biografia
Va néixer l’any 1850 a Olesa de Montserrat, en el si d’una família pagesa. Era el cinquè i últim fill de Salvador Baltasar Parera i Madrona Matas Bayona, i residia a la primera casa del carrer de la Creu Real. El seu germà gran fou propietari del forn de Cal Vallès, al carrer Ample d’Olesa, i un altre germà, Baldiri Baltasar Matas, copropietari de l’actual Forn Borràs “Cal Tutu” d’Esparreguera i regidor de l'Ajuntament d'Esparreguera a finals del XIX. Les dues germanes completes de la família tingueren trajectòries diverses: una es féu monja i l’altra es casà amb l’hereu de la família Cases, també d’Olesa.
Orfe de pare des dels nou anys, Jaume restà sota la tutela de l’hereu familiar, que només li assegurà la manutenció a canvi de treballar al forn. Davant d’aquesta situació, va demanar ajuda al seu germà Baldiri, que acceptà fer-se’n càrrec i arribà a un acord per costejar-li els estudis a canvi de la seva col·laboració al forn.
Va cursar el batxillerat a Vic i a Tarragona (on el finalitzà l’any 1877) i posteriorment inicià els estudis de Medicina a la Universitat de Barcelona, on es llicencià en Medicina i Cirurgia el 27 de maig de 1884.
El primer any d’exercici professional el passà a Barcelona, on conegué Emilia Alsina Brossa, pubilla de Cal Missé i natural de Collbató, amb qui es casà l’any 1888. Aquell mateix any s’instal·là a Esparreguera, on ocupà la plaça vacant del doctor Francesc Vidal i Pi. Inicialment residiren al carrer Major, i més endavant es traslladaren al carrer Sant Ignasi (actual carrer dels Arbres).
Durant més de tres dècades exercí com a metge a Esparreguera i participà activament en la Junta Municipal de Sanitat. En una carta datada del 16 de març de 1894 i signada conjuntament amb el també metge Isidre Pellicer Rosés, sol·licitaren formalment a l’Ajuntament d’Esparreguera la compra d’una caixa d’autòpsies amb instrumental mèdic bàsic. A l’escrit denunciaven la precarietat de mitjans amb què es veien obligats a operar —fent ús d’eines prestades de ferrers, fusters o pagesos, com tisores de podar—, la qual cosa resultava indigna i comprometedora tant per a la dignitat mèdica com per a la justícia. L’Ajuntament aprovà la petició i adquirí el material, fet que contribuí a la millora de l’assistència sanitària local.
Compromès amb el catalanisme polític, l’any 1888 fou un dels signants del Missatge a la Reina Regent amb motiu de la visita reial a l’Exposició Universal de Barcelona. Més endavant, el 1892, fou delegat a l’Assemblea de la Unió Catalanista celebrada a Manresa, on s’aprovaren les conegudes Bases per a la Constitució Regional Catalana, també conegudes com a Bases de Manresa, en representació de les viles d'Esparreguera i Olesa de Montserrat.
Entre 1908 i 1910 presidí el Patronat de la Joventut d’Esparreguera, fundat l’any 1906 pel rector Mn. Josep Montoriol. Aquesta entitat impulsà una intensa activitat cultural, social, esportiva i parroquial, i una de les seves primeres fites fou la creació de la Caixa d’Estalvis del Patronat, en la qual Jaume exercí el càrrec de tresorer.
Es jubilà l’any 1914 i es traslladà a Barcelona, on morí el 19 de gener de 1922. Fou enterrat al Cementiri Collbató, al panteó familiar construït per Fèlix Brossa, oncle de la seva esposa.
Actualment a la seva vila natal, hi té dedicat un carrer a la seva memòria.